# Anna Sophia av Pfalz-Zweibrücken-Birkenfeld

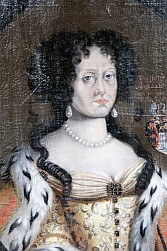
Anna Sophia av Pfalz-Zweibrücken-Birkenfeld.

Anna Sophia av Pfalz-Zweibrücken-Birkenfeld, född den 2 april 1619, död den 1 september 1680, var en tysk abbedissa och tysk-romersk furstinna som regerande abbedissa och monark av den självstyrande klosterstaten Quedlinburgs stift. 
Anna Sophia tillträdde som abbedissa strax före trettioåriga krigets slut, då Quedlinburg hade härjats svårt och dess ekonomi låg i ruiner. Hon beskrivs som en briljant ekonom, och lyckades sanera och reparera statsfinanserna genom skatter efter personliga förhandlingar med de svenska trupperna i Tyskland. Hon bevarade stiftets självständighet mot Sachsen och lyckades 1678 utse sin efterträdare mot Sachsens vilja.